# Elisa Leonida Zamfirescu
Elisa Leonida Zamfirescu (Galați, 10 novembre 1887 – Bucarest, 25 novembre 1973) è stata un'ingegnere e inventrice rumena, direttrice dei laboratori dell'Istituto Geologico di Romania, considerata la prima donna ingegnere al mondo, specializzata in chimica, avendo ottenuto la sua laurea nel 1912.

## Biografia

### Famiglia
Elisa Leonida nacque a Galaţi il 10 novembre 1887, in una famiglia di 11 figli, figlia degli intellettuali Anastase Leonida e Matilda (nata Gill). Tutti i suoi fratelli ebbero una carriera intellettuale. Di questi: Gheorghe Leonida, scultore che, con la sua collaborazione con il gruppo dello scultore Paul Landowski a Parigi, realizzò la testa della statua di Cristo Redentore, posta sul monte Corcovado a Rio de Janeiro; Adela, oculista, direttrice dell'ospedale "Vatra Luminoasa"; Dimitrie Leonida, ingegnere energetico, ideatore del Museo Tecnico che porta il suo nome.

### Studi
Studiò alla scuola elementare di Galaţi e proseguì alla scuola superiore presso la Scuola centrale per ragazze di Bucarest, conseguendo il diploma di maturità classica del liceo "Mihai Viteazul".
Dopo aver completato la sua scuola superiore, si iscrisse alla Scuola di ponti e autostrade di Bucarest (l'odierna Politehnica), ma fu respinta a causa dei pregiudizi del tempo, che negavano il diritto delle donne di frequentare tale facoltà. Questi pregiudizi non le impedirono di optare per una facoltà di ingegneria. Così, nel 1909, andò a Berlino e si unì alla Royal Technical Academy di Berlino, diventando la prima studentessa di questa università.
Ma anche lì fu difficilmente accettata a causa degli stessi pregiudizi. Il direttore sentì il dovere di attirare la sua attenzione sul fatto di "non dare occasione di insoddisfazione, essendo il suo un caso speciale". Alla sua domanda di iscrizione, il rettore Dean Hoffman invocò come argomento il ruolo essenziale della donna, i tre K - Kirche, Kinder, Kuche (la chiesa, i bambini, la cucina). Lo stesso rettore, ma anche altri professori, spesso ignoravano la sua presenza durante gli studi e nei laboratori, ma Elisa Leonida riuscì a trasformare i pregiudizi e l'ostilità nell'ammirazione generale e soprattutto di Dean Hoffman, che, consegnandogli la laurea, dichiarò, tra l'altro, "Die Fleissigste der Fleissigsten" (la più diligente dei più diligenti). Si laureò nel 1912 con il grado "buono", e divenne ufficialmente la prima donna ingegnere al mondo, specializzata in chimica.
(Giornale Minerva, 1912)

### L'inizio del lavoro di ingegneria
Sebbene le sia stata offerta una posizione di ingegnere alla BASF in Germania, Elisa tornò nel paese d'origine, così come la maggior parte dei giovani rumeni che studiarono all'estero e ottenne un lavoro come ingegnere presso l'Istituto Geologico di Bucarest.
Dopo l'inizio della prima guerra mondiale, Elisa andò in prima linea, dove svolse un'intensa attività all'interno dell'organizzazione della Croce Rossa. Le venne affidato il compito di gestire gli ospedali da campo vicino a Mărășești. Per la sua attività sanitaria, fu insignita di diversi ordini e medaglie rumene e straniere.
In questo periodo incontrò il futuro marito, l'ingegnere Constantin Zamfirescu, fratello dello scrittore Duiliu Zamfirescu. Alle nozze avvenute sul fronte, a Ghidigeni nel 1918, partecipò anche la regina Maria. Elisa divenne madre di due ragazze, che in seguito scelsero la professione di insegnante l'una e ingegnere l'altra.
Dopo la guerra, riprese il suo lavoro all'Istituto Geologico dove condusse un laboratorio analitico dove sviluppò metodi originali, razionalizzò, introdusse nuove tecniche e condusse importanti studi, tutti mirati a conoscere le ricchezze del sottosuolo del paese.

## Contributo tecnico e scientifico originale
Attraverso i suoi studi, diede un importante contributo al progresso dell'economia nazionale e della scienza rumena. Si occupò dell'analisi dell'acqua potabile, dei vari minerali, petrolio, gas, carbone, bitume solido e rocce per le costruzioni, firmando 85.000 bollettini di analisi, i cui risultati furono pubblicati nella serie "Studi economici" dall'Istituto geologico.
Partecipò a studi sul campo, in particolare quelli sull'identificazione e analisi di nuove risorse di carbone, scisto, gas naturale, cromo, bauxite o rame, a cui dedicò numerose monografie: Contributi allo studio della bauxite in Romania (Contribuțiuni la studiul bauxitelor din România); Studio chimico del cromite nei Monti Orșova (Studiul chimic al cromitelor din Munții Orșovei); Studio della determinazione del germanio in carbone e minerali metalliferi (Studiul determinării germaniului în cărbuni și minereuri); Additivi per oli minerali a base di resine acriliche (Aditivi pentru uleiurile minerale pe baza de rășini acrilice); Studio della composizione chimica del petrolio grezzo in R.P.R. (Studiul compoziției chimice a țițeiului în R.P.R.).

## Attività pedagogica
Parallelamente, lavorò come insegnante di fisica e chimica alla Scuola di ragazze Pitar Mos e alla Scuola di elettricisti e meccanici di Bucarest, guidata dal fratello Dimitrie.
Spesso rimase nel laboratorio fino a tarda sera per consegnare i risultati delle analisi ai specialisti o per aiutare i suoi colleghi con consigli professionali, prestando particolare attenzione alla formazione del personale, coinvolgendo sia i giovani chimici che gli altri lavoratori attraverso l'organizzazione di corsi di aggiornamento e di orientamento.
Sebbene avesse il diritto alla pensione per il raggiungimento dell'età di 52 anni, rinunciò al suo stipendio, permettendo un risparmio allo stato circa 300.000 lei (valore stimato nel 1963).
Lavorò fino al 1 maggio 1963, quando si ritirò all'età di 75 anni.

## Attività diplomatica
Fu la prima donna componente dell'Associazione Generale degli Ingegneri di Romania (Asociația Generală a Inginerilor din România AGIR) e membro della International Women's University Association, dove diede un contributo essenziale alla conoscenza del lavoro delle donne rumene.
Come presidente del Comitato di lotta per la pace presso l'Istituto geologico, prese posizione nei confronti dell'armamento atomico, affrontando una protesta alla Commissione di disarmo di Lancester House a Londra, insistendo sui pericoli dell'arma atomica. Questo intervento venne ufficialmente comunicato all'ONU.

## Morte
Morì il 25 novembre 1973, all'età di 85 anni. Ogni anno venne commemorata dalla stampa e la televisione rumena.

## Eredità
Su iniziativa della Confederazione nazionale delle donne in Romania, nel 1997 venne istituito e assegnato a personalità femminili nel campo della scienza e della tecnologia il "Premio Elisa Leonida-Zamfirescu".
Presso il Museo della tecnica di Bucarest e il Museo Nazionale Geologico sono presenti diversi pannelli che mettono a disposizione dei visitatori informazioni sulla sua biografia e il suo lavoro.
La strada di Bucarest dove visse, dal 1993 porta il suo nome. Un'altra strada intitolata a Elisa Leonida Zamfirescu si trova a Galaţi (vicino alla tangenziale).

## Opere scientifiche (selezione)
- Contributi allo studio della bauxite in Romania (Contribuțiuni la studiul bauxitelor din România)
- Studio chimico della cromite nei Monti Orșova (Studiul chimic al cromitelor din Munții Orșovei)
- Studio dell'estrazione della patata dalla glauconite (Studiul extragerii potasiului din glauconite)
- Studio della determinazione del germanio in carbone e minerali metalliferi (Studiul determinării germaniului în cărbuni și minereuri)
- studio della terra decolorante in Repubblica Popolare Rumena (Studiul pământurilor decolorante din R.P.R.)
- Sfruttare il gas dal cracking (Valorificarea gazelor din craking)
- Additivi per oli minerali a base di resine acriliche (Aditivi pentru uleiurile minerale pe baza de rășini acrilice)
- Studio della composizione chimica del petrolio grezzo in R.P.R. (Studiul compoziției chimice a țițeiului în R.P.R.)